# Johannes-von-Nepomuk-Kapelle (Nordkirchen)
Die achteckige Johannes-von-Nepomuk-Kapelle in Nordkirchen wurde 1722 von den Architekten Gottfried Laurenz Pictorius und Peter Pictorius d. J. erbaut. Auftraggeber war Ferdinand von Plettenberg, dessen Wappen sich über der Tür befindet, ein Minister des Fürstbischofs von Münster.
Die Kapelle diente im 19. Jahrhundert als Grablege des Grafen Maximilian Friedrich von Plettenberg (1771–1813), des letzten Nachfahren der Erbauer von Schloss Nordkirchen und der Kapelle. Nach dem Ersten Weltkrieg wurde die Kapelle als Kriegerdenkmal genutzt und mit entsprechenden Tafeln versehen. Im Jahr 1922 ging die Kapelle in das Eigentum der Gemeinde über.
Über dem Altar befindet sich das Gemälde Martyrium des hl. Johannes von Nepomuk eines Meisters namens Witte, das auf das Jahr 1722 geschätzt wird.
Altarbild und Kapelle gehören zu den ältesten Belegen der Verehrung des böhmischen Heiligen Johannes von Nepomuk in Westfalen.
Das Innere der Kapelle kann zwischen Mai und November besichtigt werden.